# Caio Terra
Caio Terra (Rio de Janeiro, 8 febbraio 1986) è un artista marziale brasiliano.

## Biografia
Figlio del cantante Renato Terra, ha iniziato a praticare il Jiu jitsu brasiliano nel 2003 per superare i traumi emotivi dovuti al bullismo subìto da bambino (all'età di 14 anni pesava appena 38 chili). Anche suo fratello Kim Terra è un artista marziale di Jiu jitsu brasiliano.
La sua promozione a cintura nera, avvenuta nel 2006, è una delle più rapide registrate nella storia di questo sport . In quel periodo l'IBJJF aveva stabilito i tempi minimi per ciascuna cintura, rendendo obbligatorio per una cintura marrone competere nella divisione cintura marrone per un minimo di un anno prima di essere promossa. Poiché Caio non aveva raggiunto il periodo di tempo fissato dalla federazione, gli è stato impedito di gareggiare ai Campionati Nazionali brasiliani 2007. Nello stesso anno, l'IBJJF ha accettato la sua presenza alla competizione, sebbene la federazione avesse in programma di porre il veto a Terra per il  Campionato del mondo.
In carriera ha vinto 10 titoli mondiali No Gi, a partire dal 2007. 
Divenuto allenatore ancora in pieno agonismo, Caio Terra ha creato la Terra Academy a San Jose, in California.
Nel 2017 Caio Terra si è ritirato dalle competizioni No Gi per concentrarsi sui suoi atleti. Ha allenato Mikey Musumeci (l'unico quattro volte campione del mondo americano cintura nera), Mason Fowler, Yuri Simoes, Rudson Telles, Jeremy Jackson, Kaniela Kahuanui e tanti altri.
Gestisce personalmente il suo sito web ufficiale, in cui insieme ad alcuni collaboratori fornisce approfondimenti tecnici e piani di istruzione agli abbonati e alle accademie affiliate.